# Kramolin
Kramolin (bułg. Крамолин) – wieś w środkowej Bułgarii, w obwodzie Gabrowo, w gminie Sewliewo. Według danych Narodowego Instytutu Statystycznego, 31 grudnia 2011 roku wieś liczyła 390 mieszkańców. Święty sobór w Kramolinie odbywa się w Spanow den, w pierwszą sobotę lub niedzielę czerwca. Znajduje się cerkiew, odrestaurowana w 2004-2005 roku.

## Położenie
Wieś znajduje się na zboczu wzgórza opadającego ku Nizinie Dunajskiej. Miejscowość położona jest 29 km od Sewliewa.

## Środowisko naturalne

### Klimat
Klimat jest umiarkowany ciepły; amplituda temperatury jest nieznaczna. Wiosna, lato i jesień są ciepłe, a zima łagodna. Najczęstsze opady deszczu występują w maju i lipcu.

### Wody
W pobliżu biegnie rzeka Mygyr, która płynie w wąwozie i tworzy wodospady, natomiast uchodzi do zbiornika retencyjnego Stambolijski. Wokół zbiornika retencyjnego znajdują się agroturystyczne wille, domki letniskowe oraz małe plaże oferujące miejsce kąpieli i połów ryb.

## Kultura
W Kramolinie działa biblioteka oraz centrum kultury "Napredyk". Około 3,5 km od Kramolina znajdują się wykopaliska archeologiczne. Odkryto pozostałości średniowiecznego zamku Bojarskiego wraz z murami obronnymi oraz cerkiew. Badania archeologiczne prowadzone były przez specjalistów z Muzeum Historycznego Sewliewo w latach 80. XX wieku.

## Oświata
Znajduje się przedszkole oraz szkoła podstawowa.

## Kuchnia
Miejscową potrawą jest świąteczna plakenda – rodzaj banicy.